# Rockstar (bevanda)
 Rockstar (stilizzato ROCKST★R) è una bevanda energetica lanciato sul mercato nel 2001..

## Quote di mercato
Nel 2008, detenendo il 14% del mercato statunitense, Rockstar è il marchio di bevande energetiche più venduto.. Nel 2018 risulta quarta per vendite, dietro a Red Bull, Monster e NOS.